# Margaret Scriven
Margaret „Peggy“ Croft Scriven Vivian (* 17. August 1912 in Leeds; † 25. Januar 2001 in Haslemere, Surrey) war eine britische Tennisspielerin. Sie gewann 1933 und 1934 das Einzel bei den französischen Meisterschaften und war dort auch im Doppel (1935) und im Mixed (1933) erfolgreich. 1933 und 1934 wurde sie in der Weltrangliste von Arthur Wallis Myers auf Rang fünf geführt.

## Leben
Scriven, 1912 in Leeds geboren, kam über ihre Eltern mit dem Tennis in Kontakt. Im Alter von 17 Jahren gewann sie die britischen Meisterschaften der Juniorinnen.
Als Sandplatzspezialistin siegte Scriven in den Jahren 1933 und 1934 im Einzel der französischen Meisterschaften. 1933 besiegte sie im Endspiel Simonne Mathieu mit 6:2, 4:6 und 6:4. Daneben war sie in diesem Jahr auch im Mixed an der Seite von Jack Crawford erfolgreich. Bei der Verteidigung ihres Einzeltitels 1934 schlug sie Helen Jacobs mit 7:5, 4:6 und 6:1. 1935 gewann sie in Paris noch den Doppelwettbewerb gemeinsam mit ihrer Landsfrau Kay Stammers.
In Wimbledon ging die Linkshänderin ab 1930 an den Start und konnte dort im Einzel mehrfach das Achtelfinale erreichen. Zuletzt kam sie dort 1947 noch die dritte Runde.
Bei ihrem einzigen Auftritt bei den US-Meisterschaften 1933 unterlag Scriven im Viertelfinale der Amerikanerin Josephine Cruickshank.
Außerdem gewann Scriven zwischen 1932 und 1938 fünf Mal die britischen Hallenmeisterschaften.
Ende 1940 heiratete Scriven in London den RAF-Piloten Frank Harvey Vivian († 1983). Ihr Mann wurde wenige Tage nach der Hochzeit über Deutschland abgeschossen und blieb bis 1945 in Kriegsgefangenschaft.
Nach ihrer aktiven Karriere arbeitete Scriven als Trainerin in West Sussex. Sie starb 2001 im Alter von 88 Jahren. 2016 wurde sie in die International Tennis Hall of Fame aufgenommen.

## Titel

### Einzel
| Nr. | Jahr | Turnier                      | Finalgegner     | Ergebnis      |
| --- | ---- | ---------------------------- | --------------- | ------------- |
| 1.  | 1933 | Französische Meisterschaften | Simonne Mathieu | 6:2, 4:6, 6:4 |
| 2.  | 1934 | Französische Meisterschaften | Helen Jacobs    | 7:5, 4:6, 6:1 |

### Doppel
| Nr. | Jahr | Turnier                      | Partnerin    | Finalgegnerinnen           | Ergebnis |
| --- | ---- | ---------------------------- | ------------ | -------------------------- | -------- |
| 1.  | 1935 | Französische Meisterschaften | Kay Stammers | Ida Adamoff Hilde Sperling | 6:4, 6:0 |

### Mixed
| Nr. | Jahr | Turnier                      | Partner       | Finalgegner              | Ergebnis |
| --- | ---- | ---------------------------- | ------------- | ------------------------ | -------- |
| 1.  | 1933 | Französische Meisterschaften | Jack Crawford | Betty Nuthall Fred Perry | 6:2, 6:3 |